# Neuvireuil
Neuvireuil és un municipi francès situat al departament del Pas de Calais i a la regió dels Alts de França. L'any 2007 tenia 458 habitants.

## Demografia

### Població
El 2007 la població de fet de Neuvireuil era de 458 persones. Hi havia 172 famílies de les quals 40 eren unipersonals (16 homes vivint sols i 24 dones vivint soles), 48 parelles sense fills, 68 parelles amb fills i 16 famílies monoparentals amb fills.
La població ha evolucionat segons el següent gràfic:
Habitants censats

### Habitatges
El 2007 hi havia 190 habitatges, 184 eren l'habitatge principal de la família i 6 estaven desocupats. 179 eren cases i 11 eren apartaments. Dels 184 habitatges principals, 153 estaven ocupats pels seus propietaris, 28 estaven llogats i ocupats pels llogaters i 3 estaven cedits a títol gratuït; 3 tenien una cambra, 7 en tenien dues, 10 en tenien tres, 36 en tenien quatre i 128 en tenien cinc o més. 149 habitatges disposaven pel capbaix d'una plaça de pàrquing. A 78 habitatges hi havia un automòbil i a 93 n'hi havia dos o més.

### Piràmide de població
La piràmide de població per edats i sexe el 2009 era:
| Homes | Edats   | Dones |
| ----- | ------- | ----- |
| 0     | 95 o +  | 0     |
| 4     | 90 a 94 | 4     |
| 4     | 85 a 89 | 8     |
| 0     | 80 a 84 | 4     |
| 0     | 75 a 79 | 4     |
| 8     | 70 a 74 | 16    |
| 12    | 65 a 69 | 8     |
| 12    | 60 a 64 | 12    |
| 0     | 55 a 59 | 8     |
| 24    | 50 a 54 | 20    |
| 20    | 45 a 49 | 24    |
| 20    | 40 a 44 | 8     |
| 12    | 35 a 39 | 20    |
| 12    | 30 a 34 | 24    |
| 8     | 25 a 29 | 4     |
| 4     | 20 a 24 | 20    |
| 12    | 15 a 19 | 16    |
| 8     | 10 a 14 | 16    |
| 12    | 5 a 9   | 12    |
| 16    | 0 a 4   | 24    |

## Economia
El 2007 la població en edat de treballar era de 315 persones, 231 eren actives i 84 eren inactives. De les 231 persones actives 221 estaven ocupades (113 homes i 108 dones) i 10 estaven aturades (5 homes i 5 dones). De les 84 persones inactives 29 estaven jubilades, 37 estaven estudiant i 18 estaven classificades com a «altres inactius».

### Ingressos
El 2009 a Neuvireuil hi havia 186 unitats fiscals que integraven 471 persones, la mediana anual d'ingressos fiscals per persona era de 21.217 €.

### Activitats econòmiques
Dels 5 establiments que hi havia el 2007, 1 era d'una empresa de comerç i reparació d'automòbils, 1 d'una empresa d'hostatgeria i restauració, 1 d'una empresa de serveis, 1 d'una entitat de l'administració pública i 1 d'una empresa classificada com a «altres activitats de serveis».
L'any 2000 a Neuvireuil hi havia 7 explotacions agrícoles.

## Equipaments sanitaris i escolars
El 2009 hi havia 1 escola elemental i 1 escola elemental integrada dins d'un grup escolar amb les comunes properes formant una escola dispersa.

## Poblacions més properes
El següent diagrama mostra les poblacions més properes.